# إيكلاية
إيكلاية أو أيكلاية أو أنكلاية (بالإنجليزية: Aquileia)‏ هي مدينة رومانية قديمة في إيطاليا على رأس البحر الأدرياتيكي على حافة البحيرات، على بعد 10 كيلومترات (6 ميل) من البحر، على نهر ناتيسو (حديث ناتيسون) الذي تغير مساره إلى حد ما منذ العصر الروماني.
المدينة اليوم صغيرة (حوالي 3500 نسمة)، لكنها كانت كبيرة وبارزة في العصور القديمة باعتبارها واحدة من أكبر المدن في العالم حيث بلغ عدد سكانها 100,000 نسمة في القرن الثاني الميلادي. وهي واحدة من المواقع الأثرية الرئيسية في شمال إيطاليا.

## السكان
في سنة 1871 بلغ عدد السكان  نسمة، وتطور العدد ليصل في سنة 2011 لـ 3٬441 نسمة.
يظهر هذا المخطط البياني تطور النمو السكاني لـ أكويليا

## توأمة
لأكويليا اتفاقيات توأمة مع:
- بيران

## أعلام
- كوينتلوس
- باريدي تومبوروس
- لويجي ديلنيري
- ماكسيمينوس ثراكس
- بيوس الأول